# 富阳县
富阳县，中国旧县名，始建制于唐朝，为今天浙江省杭州市富阳区的主体。

## 历史沿革
富阳古称富春，公元前221年置县，至今已有2200多年的历史。三国孙吴析设出新城县，此后反复多次置废。东晋期间，为避讳，富春县改名为富阳县。唐朝时，属余杭郡、杭州。后梁时期富阳县改名为富春县；到宋代恢复为富阳县至今。元朝时属杭州路，明清属杭州府。1961年以原富阳、新登两县行政区域合并设立新的富阳县。1954年属建德专区。1958年属杭州市。1994年撤县设市。
2015年2月，撤销县级富阳市，设立杭州市富阳区。